# Инспекцијски органи у функцији система цивилне одбране
Инспекција је орган у саставу, унутрашња организациона јединица или инспектори органа државне управе, односно органа аутономне покрајине или јединице локалне самоуправе или другог субјекта са јавним овлашћењима, која врши инспекцијски надзор. Инспекцијски надзор је посао државне управе чија садржина и појам су утврђени законом којим се уређује рад државне управе, с циљем да се превентивним деловањем или налагањем мера обезбеди законитост и безбедност пословања и поступања надзираних субјеката и спрече или отклоне штетне последице по законом и другим прописом заштићена добра, права и интересе.

#### Инспекцијски надзор
- Инспекцијски надзор, према врсти, може бити редован, ванредан, контролни и допунски.[1]

1. Редован инспекцијски надзор врши се према плану инспекцијског надзора.
2. Ванредан инспекцијски надзор врши се: када је неопходно да се, сагласно делокругу инспекције, предузму хитне мере ради спречавања или отклањања непосредне опасности по живот или здравље људи, имовину, права и интересе запослених и радно ангажованих лица, привреду, животну средину, биљни или животињски свет, јавне приходе, несметан рад органа и организација, комунални ред или безбедност; када се после доношења годишњег плана инспекцијског надзора процени да је ризик висок или критичан или промене околности; када такав надзор захтева надзирани субјекат; када се поступа по представци правног или физичког лица
3. Контролни инспекцијски надзор врши се ради утврђивања извршења мера које су предложене или наложене надзираном субјекту у оквиру редовног или ванредног инспекцијског надзора.
4. Допунски инспекцијски надзор врши се по службеној дужности или поводом захтева надзираног субјекта, ради утврђивања чињеница које су од значаја за инспекцијски надзор, а које нису утврђене у редовном, ванредном или контролном инспекцијском надзору, с тим да се може извршити само један допунски инспекцијски надзор, у року који не може бити дужи од 30 дана од окончања редовног, ванредног или контролног инспекцијског надзора.

- Инспекцијски надзор, према облику, може бити теренски и канцеларијски.

1. Теренски инспекцијски надзор врши се изван службених просторија инспекције, на лицу места и састоји се од непосредног увида у земљиште, објекте, постројења, уређаје, просторије, возила и друга наменска превозна средства, предмете, робу и друге предмете, акте и документацију надзираног субјекта.
2. Канцеларијски инспекцијски надзор врши се у службеним просторијама инспекције, увидом у акте, податке и документацију надзираног субјекта.

При планирању инспекцијског надзора битно је предвидети конкретне послове и задатке у свим областима и сарадњу између разних инспекцијских органа, инспекцијских органа са државним органима и сарадњу са предузећима, организацијама, месним заједницама, научним и стручним установама. Инспекцијски органи имају најшира овлашћења у вршењу превентивних и репресивних мера у заштити живота, здравља људи и животне средине. Превентивна делатност се огледа у пружању стручне помоћи, одржавању стручних састанака с циљем указивања на одређене пропусте и давању предлога за санирање постојеће ситуације, а репресивна у откривању одређених кривичних дела, прекршаја и привредних преступа, подношењу кривичне пријаве надлежном јавном тужиоцу и захтевима за покретање прекршајног поступка.

### Инспекције у систему цивилне одбране

#### Инспекција за заштиту животне средине
Ова инспекција је орган у оквиру Министарства заштите животне средине који у складу са Законом о заштити животне средине врши инспекцијски надзор преко инспектора за заштиту животне средине у области : заштите ваздуха од загађења из индустрије базне хемије, термоенергетских постројења, површинских копова рудника, одлагалишта јаловине и других материјала, већих котларница и других таквих објеката ; заштите од загађивања опасним и штетним материјама, где је дат посебан осврт на контролу примене прописаних обавеза у погледу уређености и опремљености локација депонија комуналног отпада и безбедног одлагања опасних и штетних материја; испитивања квалитета отпадних вода, као и забране испуштања течних опасних и штетних материја или вршења других активности којима се може погоршати квалитет вода; контроле спровођења законских одредби над заштићеним природним добрима; контроле коришћења и промета дивљих биљних и животињских врста; примене мера заштите од буке; поступања са хемијским отпадом кроз контролу начина сакупљања, превоза, прераде, депоновања (трајног или привременог) и уништавања у свим већим индустријским објектима и местима где постоји тај отпад; заштите од јонизујућих зрачења; поступања у односу на могуће акциденте при чему се врши провера предузетих мера заштите и планираних мера санације у свим објектима повећаног ризика; спровођења мера из детаљних анализа утицаја и издавања сагласности објеката за рад.

#### Ветеринарска инспекција
Ова инспекција је орган у оквиру Министарства пољопривреде, шумарства и водопривреде, који врши инспекцијски надзор преко ветеринарских и граничних ветеринарских инспектора, над прописима из области здравствене заштите животиња и квалитативне и здравствене исправности производа и сировина животињског порекла. 

Ветеринарска инспекција наређује мере за откривање, спречавање, сузбијање и искорењивање заразних, паразитских и узгојних болести животиња; обавља ветеринарско-санитарну контролу животиња у промету, ветеринарско-санитарну контролу објеката за смештај животиња, објеката и опреме за обраду, прераду и промет производа и сировина животињског порекла (фабрике сточне хране, магацини за складиштење, сточне и зелене пијаце, млекаре, самосталне трговинске радње – месаре и друге продавнице), контролу над спровођењем програма мера здравствене заштите животиња (вакцинације) и промета лекова, контролу карантина, ветеринарских организација и људи који раде у њима и здравствену и квалитативну исправност производа сировина и отпадака животињског порекла.

#### Пољопривредна инспекција
Ова инспекција је орган у оквиру Министарства пољопривреде, шумарства и водопривреде, који врши контролу безбедности хране биљног порекла у фази производње, прераде и промета на велико; преглед пословних просторија, објеката, постројења, уређаја, предмета и роба у производњи, преради и промету на велико. Значајна је улога ове инспекције у заштити од појава и догађаја који могу угрозити живот, здравље људи и животну средину због све веће употребе штетних хемијских супстанција у производњи хране.
На целој територији Србије контроле хране биљног порекла спроводе се плански, континуирано и редовно. Планови контрола праве се у односу на период и сезонски карактер, док се узорковања обављају на основу плана мониторинга, резултата досадашњих контрола, пријава потрошача и осталог.
Држава спроводи мониторинг, односно надзор над производњом и прометом, а уколико дође до пропуста у обезбеђивању безбедности хране, одговорност сноси онај ко са храном послује – произвођач, увозник, дистрибутер, трговац и други учесници у пословању с храном.
Све активности субјеката у ланцу хране, мере предвиђене Законом о безбедности хране, али и службене контроле које спроводе надлежни државни органи иду у правцу обезбеђивања и доказивања да су предузете све мере да крајњи производ буде безбедан.

#### Водопривредна инспекција
Ова инспекција је орган у саставу Републичке дирекције за воде у оквиру Министарства пољопривреде, шумарства и водопривреде, који обавља послове вршења непосредног надзора и предузимања мера за обезбеђивање извршења Закона о водама, других прописа и општих аката који се односе на изградњу нових и реконструкцију постојећих објеката и извођење других радова који могу утицати на промене у водном режиму; заштите вода од загађивања; контроле квалитета површинских и подземних вода; надзора над законитошћу аката јавних водопривредних предузећа којима се решава о правима и дужностима грађана, предузећа и других правних лица; надзора над радом предузећа и других правних лица којима је поверено вршење јавних овлашћења; надзора над радом предузећа и других правних лица који се старају о одбрани од поплава, праћење и анализирање спровођења закона, других прописа и општих аката донетих на основу закона; обраде предмета по жалбама; припреме мишљења о примени прописа из делокруга Одељења; учествовања у изради извештаја, одговора на посланичка питања и представке које су везане за делокруг Одељења; праћења прописа из делокруга Одељења; обавља и друге послове из ове области.

#### Комунална инспекција
Ова инспекција врши надзор над спровођењем одредаба Закона о комуналним делатностима и других прописа донетих на основу овог закона. У вршењу инспекцијског надзора учествују републички комунални инспектор и општински, односно градски комунални инспектор.
Комунални инспектор је овлашћен да прегледа опште и појединачне акте, евиденције и другу документацију вршилаца комуналне делатности и других правних и физичких лица; саслуша и узима изјаве од одговорних лица код вршилаца комуналне делатности и других правних и физичких лица; прегледа објекте, постројења и уређаје за обављање комуналне делатности и пословне просторије ради прикупљања неопходних података; наложи решењем да се комунална делатност обавља на начин утврђен законом и прописима на основу закона; наложи решењем извршавање утврђених обавеза и предузимања мера за отклањање недостатака у обављању комуналне делатности; прегледа објекте, постројења и уређаје који служе коришћењу комуналних услуга, укључујући и оне које представљају унутрашње инсталације и припадају кориснику комуналне услуге; изриче и наплаћује новчане мандатне казне по пропису локалне самоуправе на лицу места, односно подноси, у складу са законом, прекршајну пријаву, у случајевима када учинилац прекршаја не плати новчану казну изречену на лицу места; подноси захтев за покретање прекршајног поступка, односно пријаву за привредни преступ или кривично дело уколико оцени да је повредом прописа учињен прекршај, привредни преступ или кривично дело; наложи решењем уклањање ствари и других предмета са површина јавне намене ако су они ту остављени противно прописима; забрани решењем одлагање отпада на местима која нису одређена за ту намену и спаљивање отпада изван за то одређеног постројења; забрани решењем уништење ограда, клупа и дечијих игралишта; забрани решењем уништење зелених површина и предузима друге мере утврђене законом и подзаконским прописима.
О сваком извршеном прегледу и радњама комунални инспектор саставља записник, у складу са законом. Записник се обавезно доставља вршиоцу комуналне делатности, односно другом правном или физичком лицу над чијим је пословањем, односно поступањем извршен увид.
Надзор се односи на стање комуналних објеката, зелених површина, паркова у градовима (заштита од биљних болести и штеточина, уништења и ломљења, обнављање и поновно засађивање ових површина), прикупљање, транспорт и депоновање комуналног отпада, чистоћу у градовима и другим насељима, гробљима и друго.

#### Санитарна инспекција
Послове санитарног надзора на територији Републике Србије врше санитарни инспектори у Одељењу за санитарну инспекцију Министарства здравља који врше инспекцијски надзор над применом Закона о санитарном надзору, других прописа и општих аката и над спровођењем прописаних мера, у областима које подлежу санитарном надзору, као што су област заштите становништва од заразних болести (вакцинација); ископавања и превоза умрлих; здравствене исправности животних намирница и предмета опште употребе у производњи и промету (општа хигијена запослених, примена хигијенско – санитарних норми простора, забрана пушења); здравственог стања становништва; снабдевања становништва здравствено исправном водом за пиће (физичка, хемијска, биолошка, бактериолошка, вирусолошка и радиолошка својства); уклањања отпадних вода и других отпадних материја из насеља, индустријских и здравствених објеката; производње, промета и коришћења отрова; заштите од штетног дејства [[%D0%88%D0%BE%D0%BD%D0%B8%D0%B7%D1%83%D1%98%D1%83%D1%9B%D0%B5_%D0%B7%D1%80%D0%B0%D1%87%D0%B5%D1%9A%D0%B5|јонизујућих зрачења]] који се користе у дијагностичке и терапијске сврхе у медицини; других услужних делатности и области одређених законом.
Овај орган врши и контролу испуњености прописаних санитарно-техничких и хигијенских услова, које морају да испуне објекти, просторије, постројења, уређаји, намештај, опрема и прибор, наменска превозна средства и лица која подлежу санитарном надзору, са циљем заштите здравља становништва. Санитарни надзор је и здравствени надзор над животним намирницама и предметима опште употребе у производњи и промету, у складу са законом. Правна и физичка лица која се баве делатношћу која подлеже санитарном надзору дужна су да обезбеде одговарајуће санитарно-хигијенске услове и да одржавају хигијену. Министар прописује опште санитарне услове које сви објекти, који подлежу санитарном надзору, морају задовољити, а инспектор потврђује испуњеност тих услова и даје санитарну сагласност.
- Објекти који подлежу санитарном надзору јесу објекти у којима се обавља:[9]

1. здравствена делатност;
2. делатност производње и промета животних намирница и предмета опште употребе;
3. делатност јавног снабдевања становништва водом за пиће;
4. угоститељска делатност;
5. делатност пружање услуга одржавања хигијене, неге и улепшавања лица и тела и немедицинских естетских интервенција којима се нарушава интегритет коже;
6. делатност социјалне заштите;
7. васпитно-образовна делатност;
8. делатност културе, физичке културе, спорта и рекреације;
9. делатност јавног саобраћаја;
10. други објекти одређени законом.